# Беніто (річка)
Беніто (ісп. Benito) —  головна річка континентальної частини Екваторіальної Гвінеї. На місцевому рівні вона також відома як Мбіні, принаймні, якщо вона протікає у своїй західній частині через Національний парк Монте-Ален, як Уоро, а також Веле.

## Опис
Річка витікає з Габону (провінція Волю-Нтем), потрапляє в Екваторіальну Гвінею, де поділяє країну приблизно посередині, протікаючи зі сходу на захід. У гирлі річки (Атлантичний океан) розташоване місто Мбіні, а також великі мангрові ліси, що простягаються на 20 км усередину країни. Лише ця 20 км частина річки є судноплавною. Річка використовується для сплаву деревини для лісового господарства.

## Енергетика
З 2012 року на річці українськими спеціалістами будується ГЕС Сендже, яка після закінчення будівництва повинна буде давати 200 МВт електроенергії.

## Цікаві факти
Цихлові роду Benitochromis мають отримали назву саме за річкою Беніто.

## Галерея

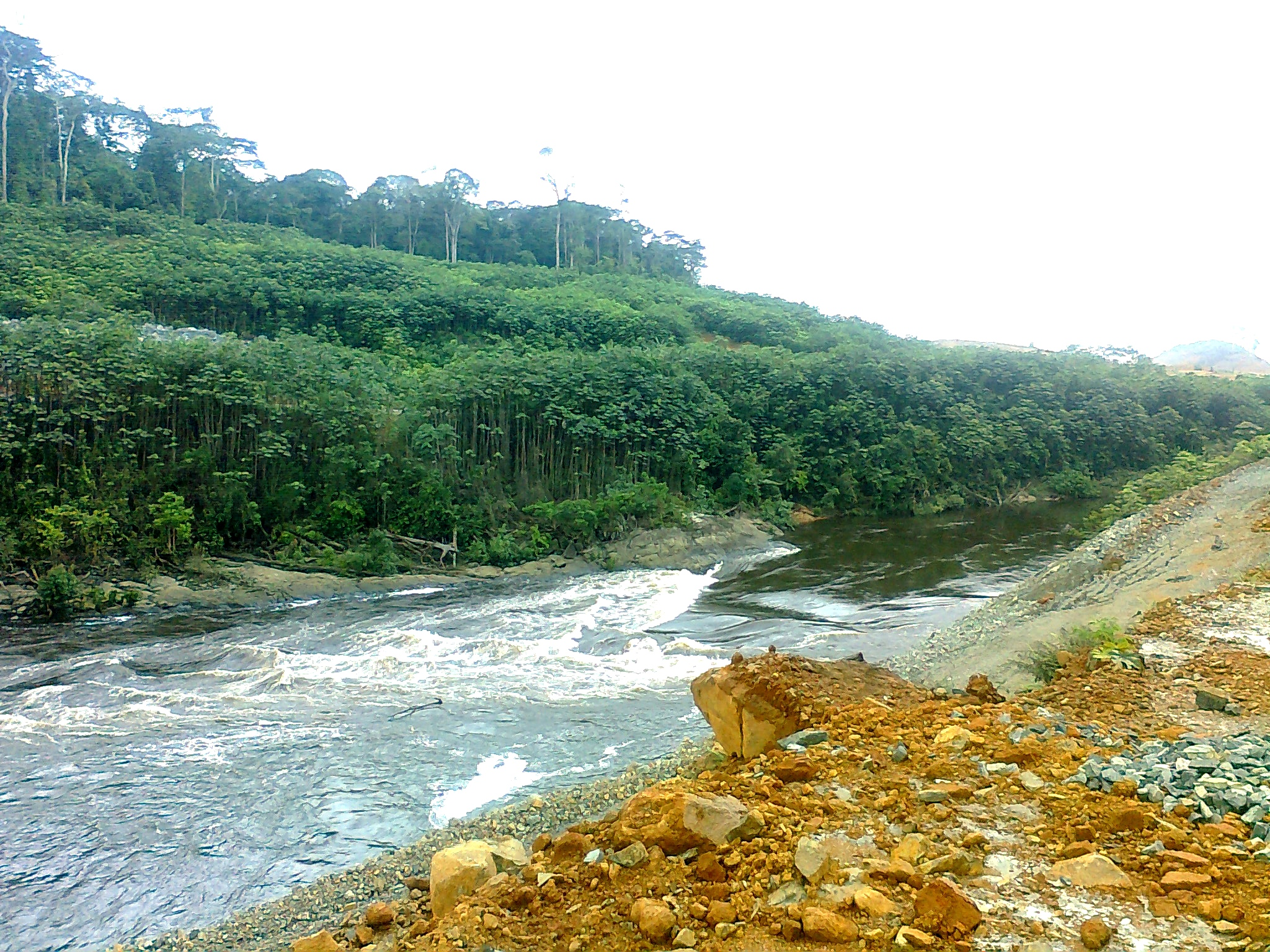
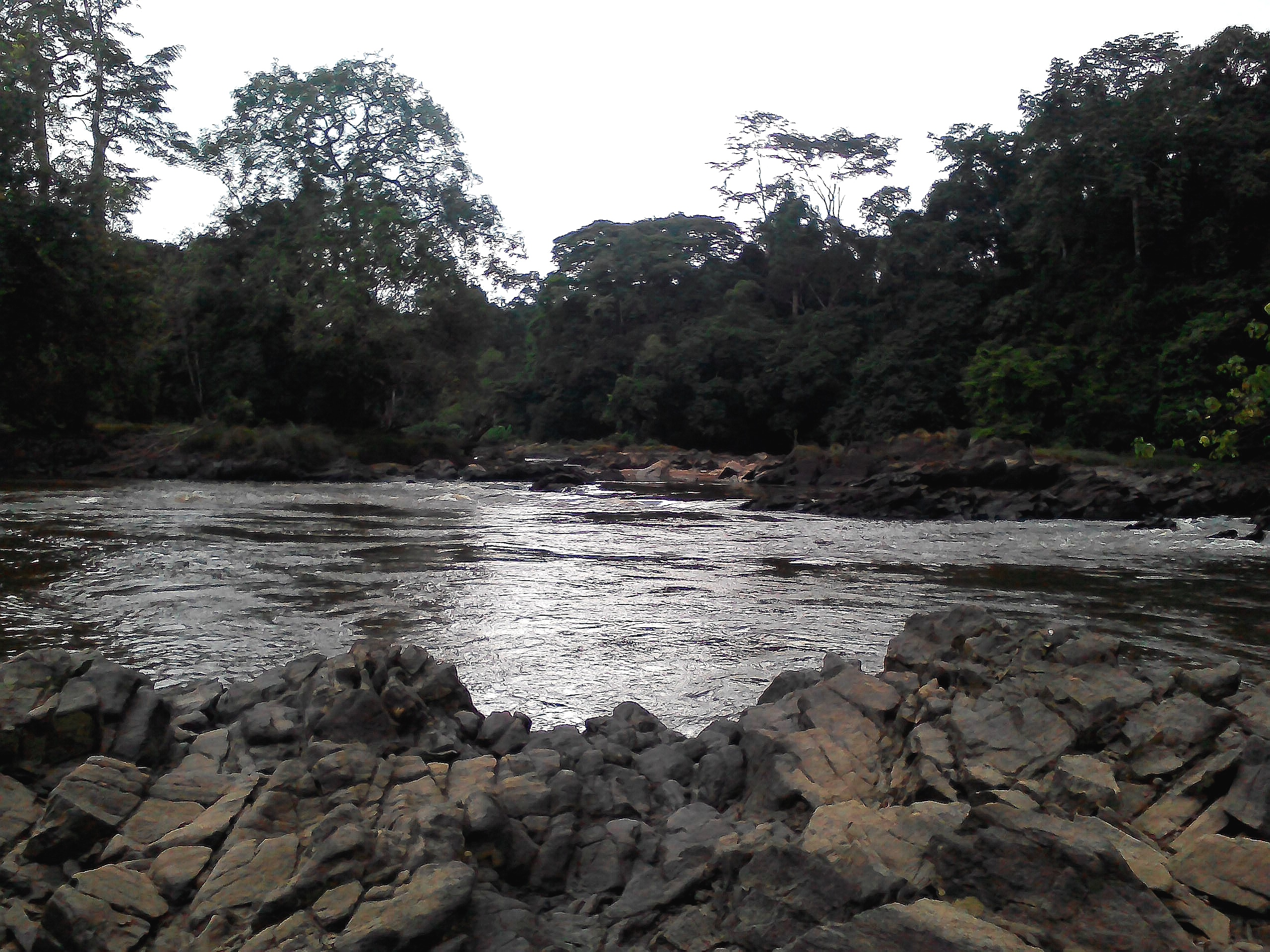
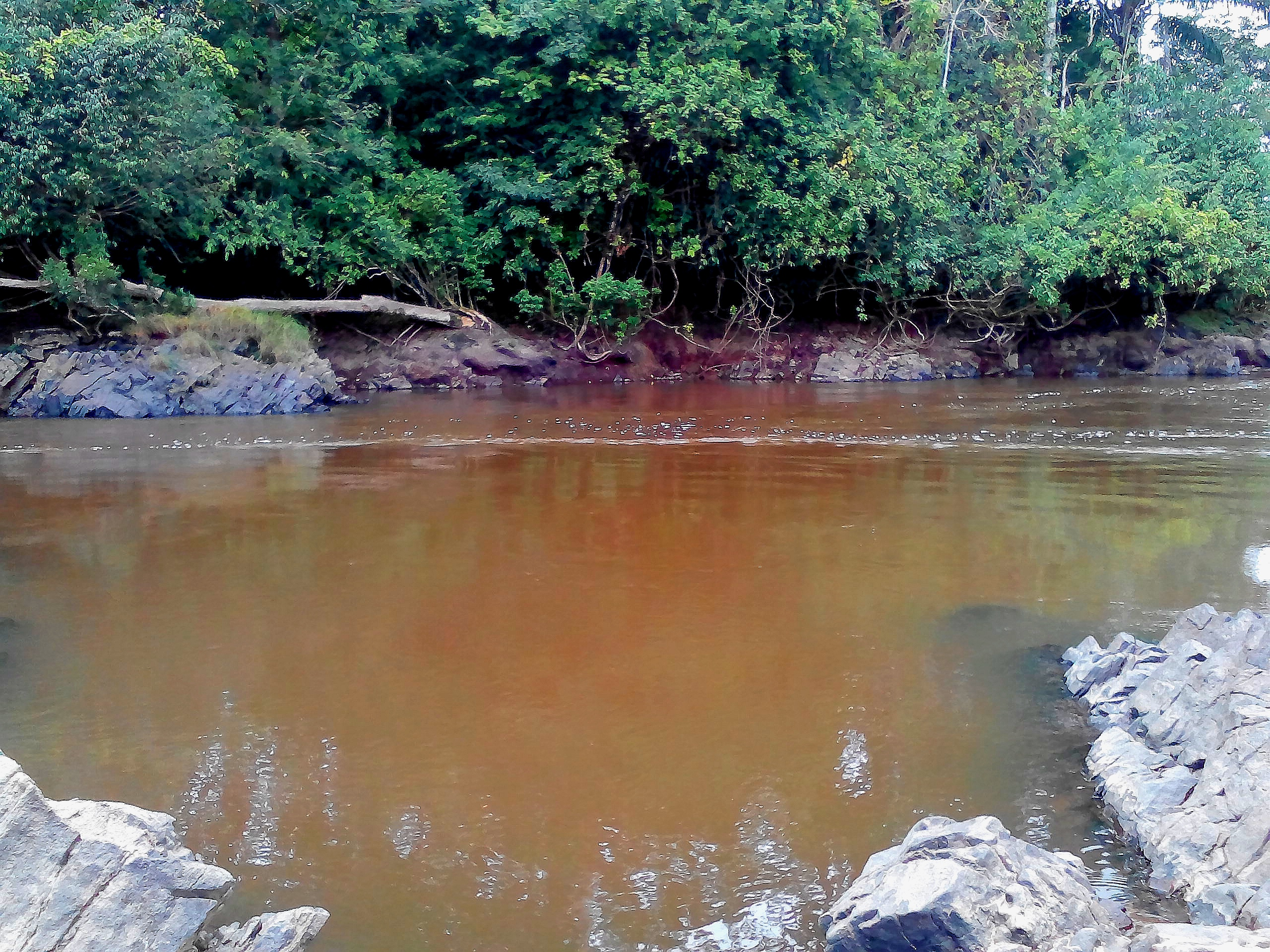
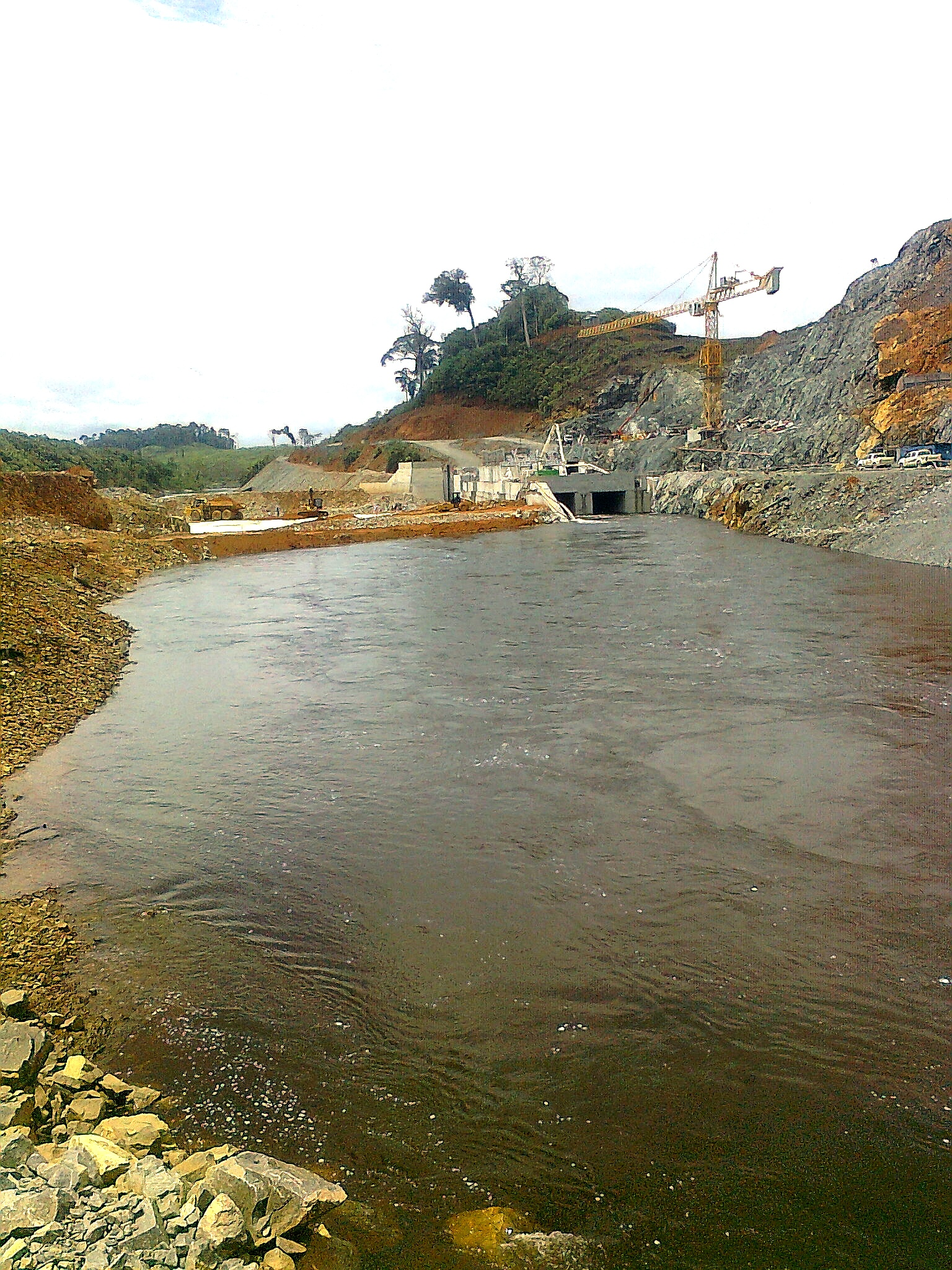
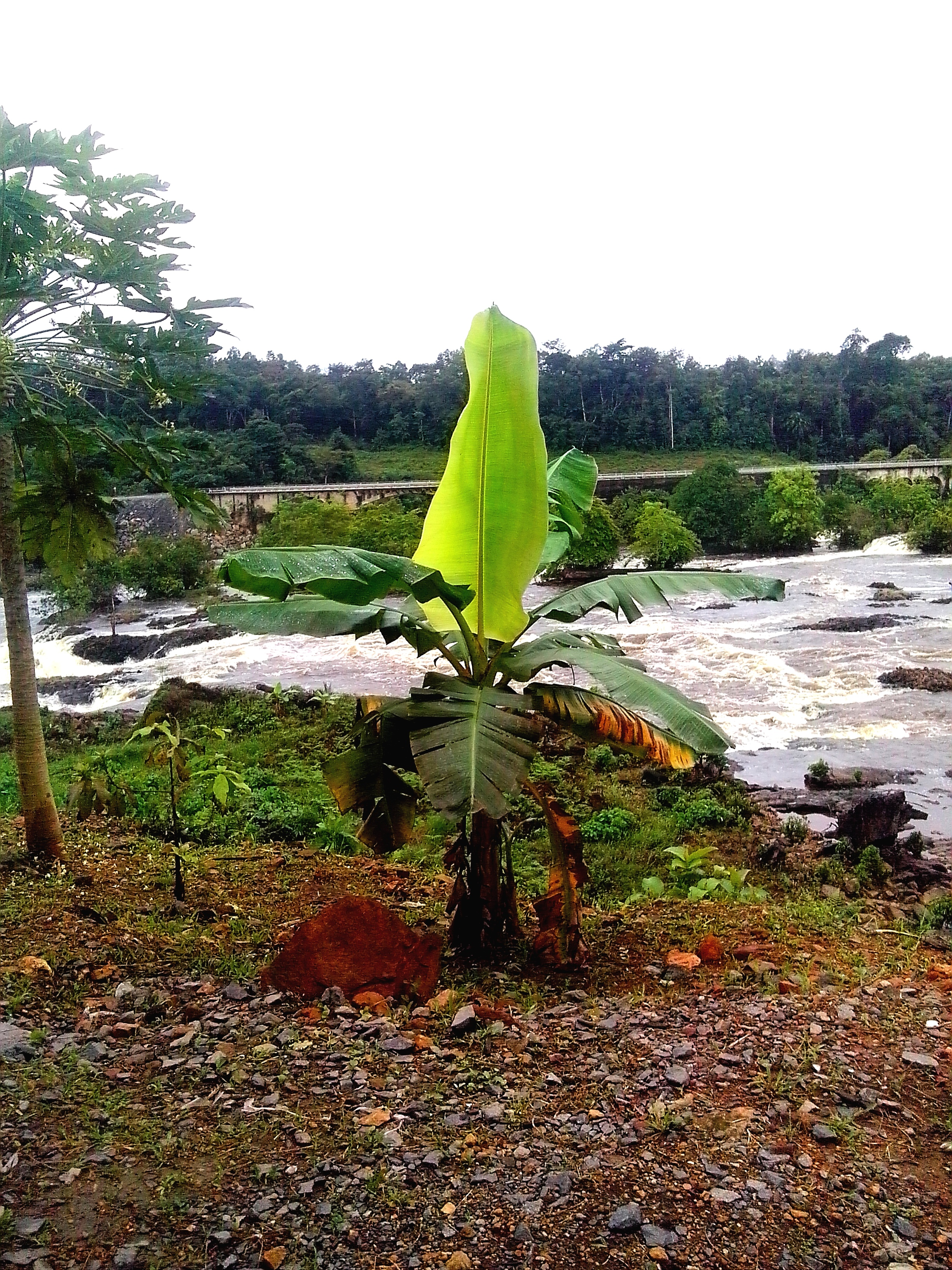
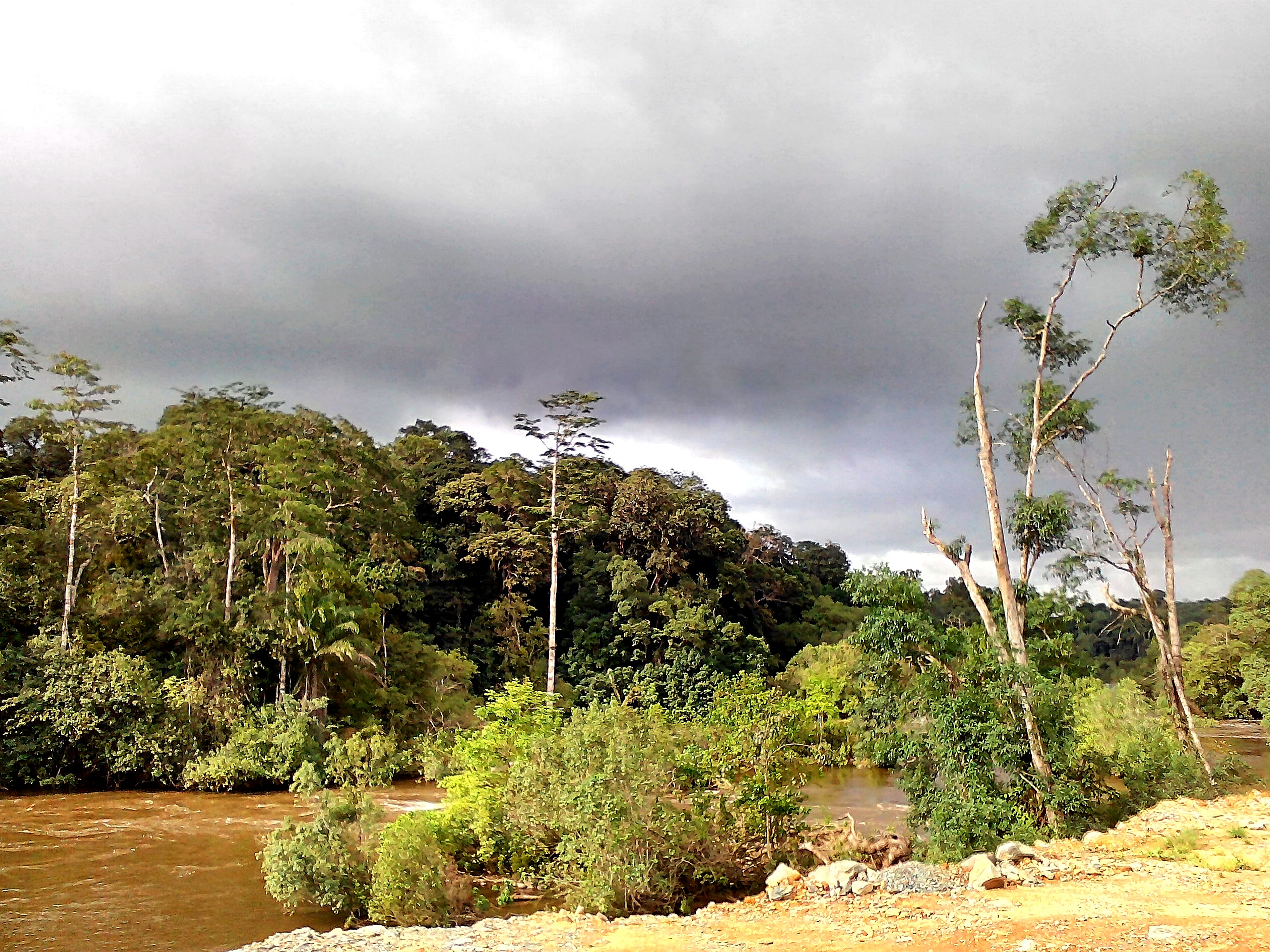
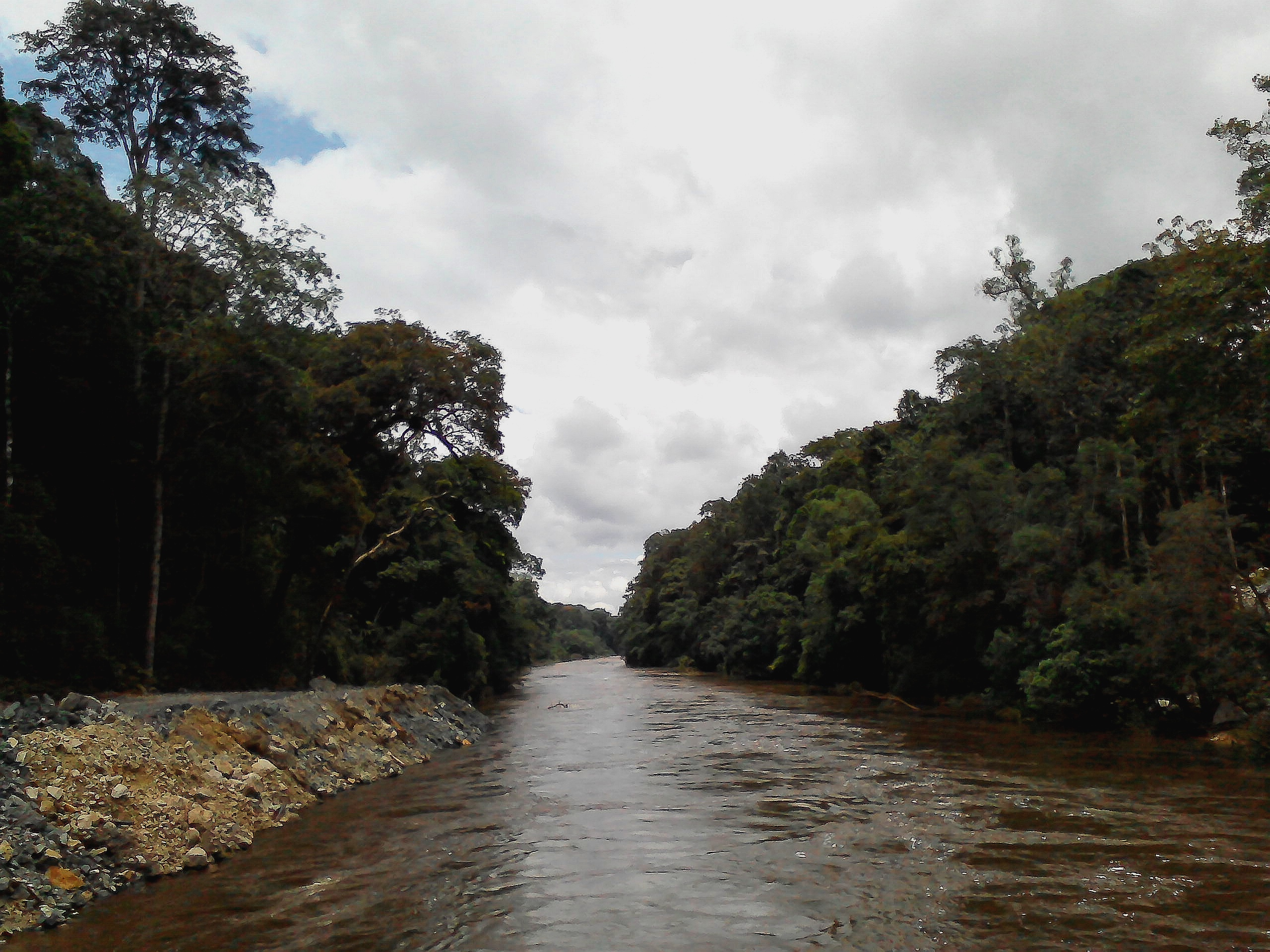
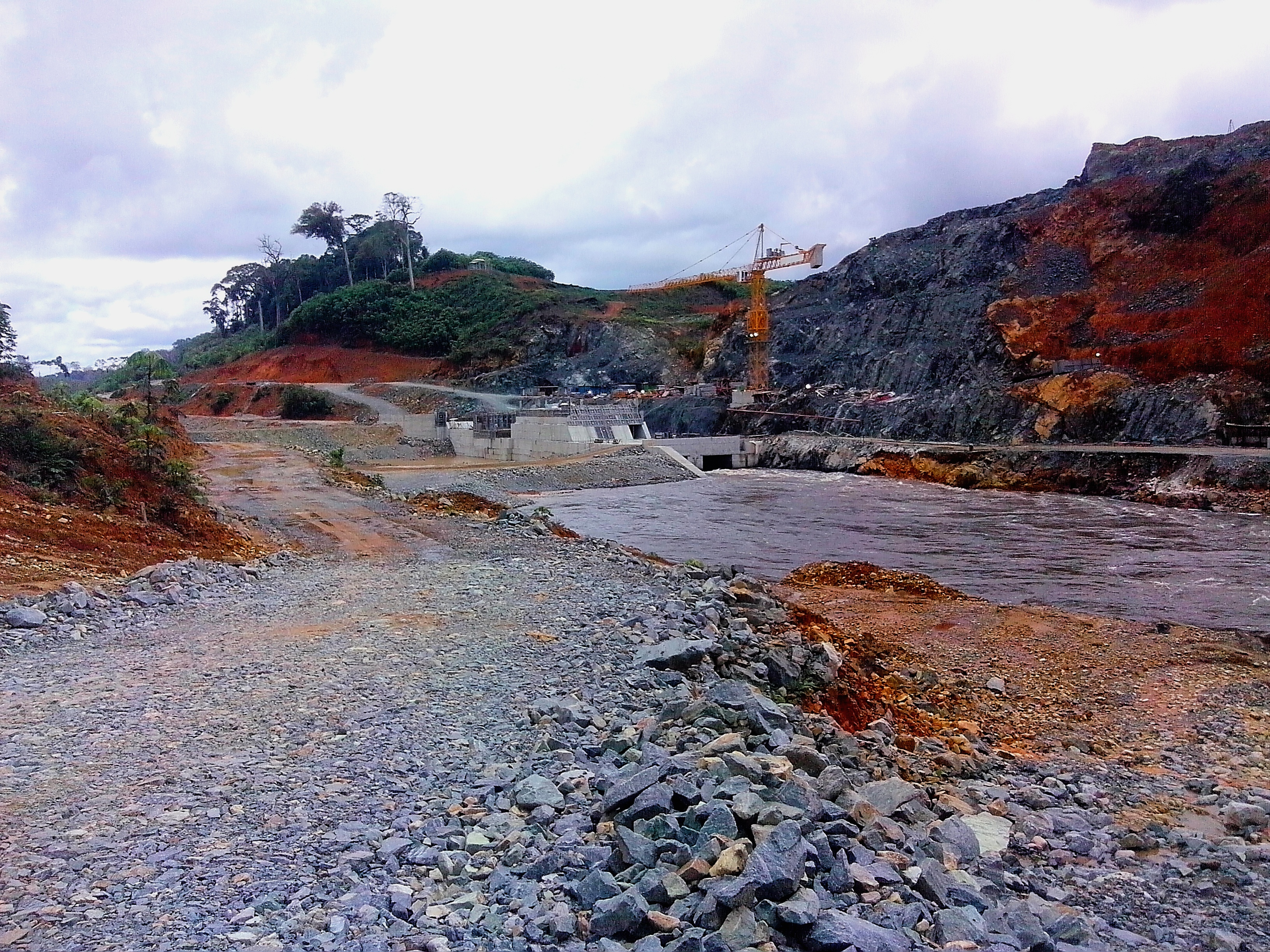